# GT-1

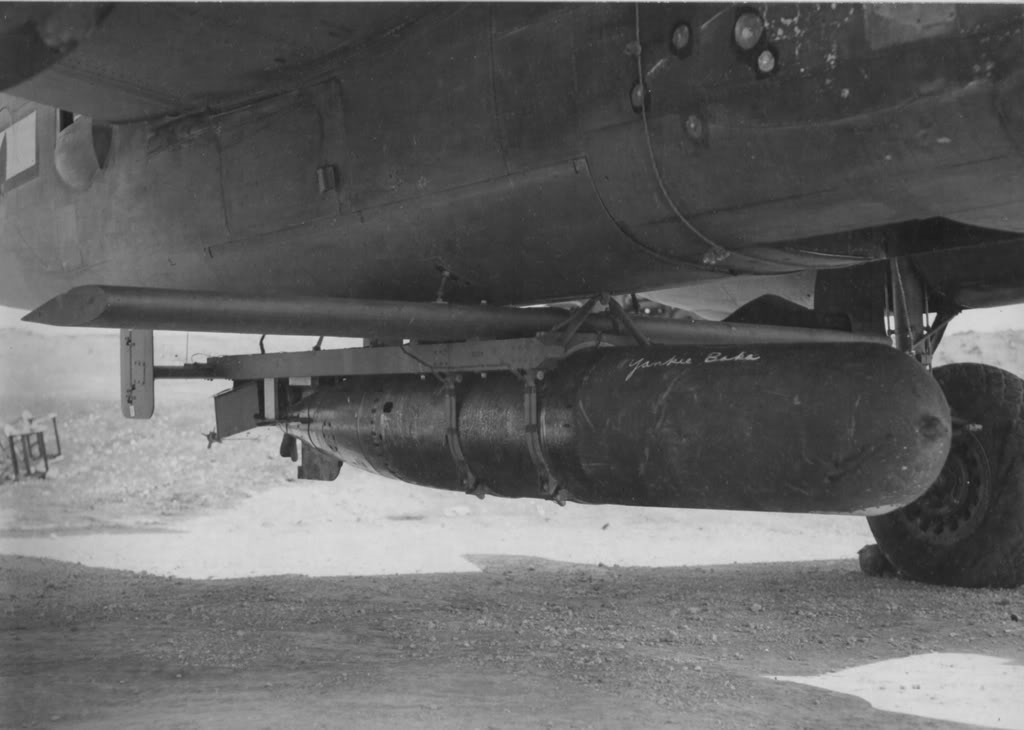
GT-1 podwieszona pod bombowcem B-25J Mitchell

GT-1 (Glide Torpedo 1) – szybująca, amerykańska bomba lotnicza, która jako głowicę bojową przenosiła torpedę. 
Zbudowana na bazie bomby GB-1, ale zamiast 2000-funtowej (900 kg) bomby wyposażono ją w torpedę Mk.13 2A. Na kadłubie torpedy montowano prostą konstrukcję ze skrzydłami o rozpiętości 3,6 m (12 stóp), wyposażonymi w lotki, dwubelkowym kadłubem zakończonym statecznikiem poziomym ze zdwojonymi statecznikami pionowymi. W kadłubie mieścił się żyroskop nastawiany przed zrzutem przez bombardiera samolotu-nosiciela. Zapewniał on stabilizację pocisku na kursie; w czasie lotu bomba była niekierowana. Producentem konstrukcji lotnej była firma Aeronca. 
GT-1 zrzucana była ze bombowca B-25 Mitchell i leciała lotem szybowym, do momentu gdy wisząca około 6 metrów poniżej sonda uderzyła w wodę. Sygnał z sondy powodował odstrzelenie skrzydeł i ogona za pomocą ładunków wybuchowych i upadek torpedy do wody. Inne źródła podają, że odrzucenie skrzydeł następowało dopiero w momencie uderzenia pocisku w wodę. W każdym przypadku torpeda po wejściu w wodę uruchamiała swój napęd i kontynuowała marsz ku celowi.
GT-1 mogła być zrzucana w odległości do ok. 40 km od celu, którym była grupa statków (np. w porcie). Pierwsze testy z GT-1 przeprowadzono w końcu 1943. Eksperymentalnie użyła ich 41 Bombardment Group, ale z niewielkimi sukcesami. 29 lipca 1945 dziewięć B-25J z 47 Bombardment Squadron z Okinawy zaatakowało port w Kagoshimie - z 6 zrzuconych torped trzy dotarły do portu, gdzie wybuchły. 31 lipca 13 Mitchelli z 41 Grupy zrzuciło 13 GT-1, z których jedna została zestrzelona w powietrzu, jedna zawiodła, a 11 prawidłowo weszło do wody; trzy z nich detonowały w pobliżu dużego lotniskowca i i lotniskowca eskortowego oraz niewielkiego frachtowca. W czasie ostatniej misji, 1 sierpnia, trzy zrzucone torpedy wpłynęły do portu w Nagasaki, ale nie udało się zaobserwować efektów.